# Leonard Mlodinow
Leonard Mlodinow (ur. 26 listopada 1954 w Chicago) – amerykański fizyk i popularyzator nauki, wykładowca na California Institute of Technology.

## Życiorys
Pochodzi z rodziny ocalałych z Holocaustu. Jego ojciec był przywódcą żydowskiego ruchu oporu w częstochowskim getcie i w 1944 został wysłany do obozu zagłady w Buchenwaldzie, gdzie był ponad rok aż do wyzwolenia obozu przez wojska generała Pattona. Jego matka wojnę spędziła w obozie pracy w Generalnym Gubernatorstwie. Poznali się w Brooklynie w 1948.
Leonard w dzieciństwie interesował się matematyką i chemią, a w szkole średniej zajmował się chemią organiczną pod kierunkiem wykładowcy z University of Illinois. Wstąpił na Brandeis University, ale rzucił studia w 1973 kiedy rozpoczęła się wojna Jom Kipur i pojechał do Izraela, żeby pracować w kibucu. Jak wspomina w książce „Feynman's Rainbow”, właśnie tam pod wpływem „The Feynman Lectures on Physics” zainteresował się fizyką. Była to jedna z niewielu książek w tamtejszej bibliotece po angielsku.

## Działalność naukowa i popularyzacja nauki
Kiedy był doktorantem na University of California, Berkeley rozwinął (wspólnie z Nikosem Papanicolaou) nowy typ teorii perturbacji dla problemów eigenvalue w mechanice kwantowej. Później jako stypendysta Fundacji im. Aleksandra von Humboldta na Max Planck Institute for Physics and Astrophysik w Monachium przeprowadził nowatorskie badania nad teorią kwantową dla materiałów dielektrycznych.
Jest też autorem książek popularnonaukowych oraz współautorem scenariusza „Beyond the Horizon”. Napisał scenariusze dla seriali telewizyjnych m.in. Star Trek: Następne pokolenie i MacGyver. Jest także współautorem (z Mattem Costello) dwóch książeczek dla dzieci z serii „The Kids of Einstein Elementary”. Napisał dwie książki popularnonaukowe wspólnie ze Stephenem Hawkingiem: „Jeszcze krótsza historia czasu” oraz „Wielki Projekt”.

## Książki
1. 2002: Euclid's Window: the Story of Geometry from Parallel Lines to Hyperspace, ISBN 0-684-86523-8 – książka o historii geometrii i idei zakrzywionej przestrzeni, przetłumaczona na 10 języków[potrzebny przypis].
2. 2003: Feynman's Rainbow: a Search for Beauty in Physics and in Life, ISBN 0-446-53045-X – opisuje znajomość z Richardem Feynmanem podczas swojego stażu podoktorskiego w Caltech we wczesnych latach 80., podejście Feynmana do fizyki i życia, jego współpracę z Murrayem Gell-Mannem i powstanie teorii strun.
3. A Briefer History of Time, współautor: Stephen Hawking – bestseller wydany w 25 językach[potrzebny przypis];
  - 2005: Jeszcze krótsza historia czasu, ISBN 978-83-7506-020-1.
4. The Drunkard's Walk: How Randomness Rules our Lives – zajmuje się przypadkowością i ludzką nieumiejętnością rozumienia jej w codziennym życiu; The New York Times zaliczył ją do najważniejszych książek roku, została też określona jako jedna z „10 najlepszych książek popularnonaukowych w 2008” na Amazon.com[2];
  - 2008: Matematyka niepewności. Jak przypadki wpływają na nasz los, ISBN 0-375-42404-0.
5. 2010: Wielki Projekt, współautor: Stephen Hawking.
6. The Upright Thinkers: The Human Journey from Living in Trees to Understanding the Cosmos;
  - 2016: Krótka historia rozumu. Od pierwszej myśli człowieka do rozumienia Wszechświata, ISBN 978-83-8069-324-1.